# عباس الفاسي
عباس الفاسي هو رئيس وزراء المغرب السابق، ولد يوم 18 نوفمبر 1940

 في مدينة بركان، وبعد مرحلة الدراسة الابتدائية والثانوية في مدينتي القنيطرة وطنجة، تابع الفاسي دراسته العليا بجامعة محمد الخامس بالرباط، حيث حصل على الإجازة في الحقوق سنة 1963.
تم تعيينه وزيرا أولاً للحكومة المغربية خلفا لإدريس جطو يوم 19 سبتمبر 2007 في القصر الملكي بالرباط بصفته الأمين العام لحزب الاستقلال الفائز بالمرتبة الأولى في الانتخابات 2007.

## مسيرته السياسية
انتخب عباس الفاسي رئيسا للاتحاد العام لطلبة المغرب سنة 1961، على إثر المؤتمر التأسيسي لهذه الهيئة الطلابية وكاتبا عاما للرابطة المغربية لحقوق الإنسان في مؤتمرها التأسيسي الذي انعقد سنة 1972، وعضوا للمكتب التنفيذي لجمعية الحقوقيين المغاربة خلال مؤتمرها التأسيسي سنة 1973، وفي سنة 1964 أصبح السيد الفاسي، عضوا في هيئة المحامين بالرباط، وفي سنة 1975 انتخب نقيبا للهيئة نفسها، وأصبح السيد عباس سنة 1974 عضوا في اللجنة التنفيذية لحزب الاستقلال ليعاد انتخابه فيها سنوات 1978 و 1982 و 1989.
شارك ضمن وفد حزب الاستقلال في اجتماعي الأحزاب السياسية للمغرب العربي المنعقدين في طنجة سنة 1983 وتونس سنة 1984، وانتخب في سبتمبر سنة 1984 نائبا لدائرة العرائش في مجلس النواب، وشغل السيد الفاسي منصب وزير السكنى وإعداد التراب الوطني من 10 أكتوبر 1977 إلى 4 نوفمبر 1981، ثم منصب وزير الصناعة التقليدية والشؤون الاجتماعية من 5 نوفمبر 1981 إلى 10 أبريل 1985.
شغل ابتداء من فاتح أكتوبر 1985 منصب سفير المملكة المغربية في تونس وممثلا دائما للمغرب لدى جامعة الدول العربية، كما شغل منصب ممثل المملكة بأمانة اتحاد المغرب العربي من 21 يناير 1990 إلى 21 يوليو من السنة نفسها، وسبق للسيد عباس أيضا أن شغل منصب سفيرا للمملكة المغربية بفرنسا ما بين 1990 و 1994، وفي 6 سبتمبر 2000 عين الملك محمد السادس الفاسي وزيرا للتشغيل والتكوين المهني والتنمية الاجتماعية والتضامن. كما عين في 7 نوفمبر 2002 وزيرا للدولة. وانتخب عباس، في 22 فبراير 1998، خلال المؤتمر الثالث عشر لحزب الاستقلال أمينا عاما للحزب خلفا لمحمد بوستة.
انتخب الفاسي نائبا في مجلس النواب عن دائرة العرائش في انتخابات 27 شتنبر 2002 وتجدد انتخابه عن نفس الدائرة في انتخابات 7 شتبر 2007 والسيد عباس حاصل على وسام الاستحقاق الوطني الفرنسي من درجة ضابط كبير ووسام الجمهورية التونسية من الصنف الأول كما أنه متزوج وأب لأربع أبناء.